# Brian Walton
Brian Clifford Walton (Ottawa, 18 de diciembre de 1965) es un deportista canadiense que compitió en ciclismo en las modalidades de pista, especialista en la prueba de puntuación y ómnium, y ruta.
Participó en tres Juegos Olímpicos de Verano, entre los años 1988 y 2000, obteniendo una medalla de plata en Atlanta 1996 en la prueba de puntuación.

## Medallero internacional
| Juegos Olímpicos | Juegos Olímpicos         | Juegos Olímpicos | Juegos Olímpicos |
| Año              | Lugar                    | Medalla          | Competición      |
| ---------------- | ------------------------ | ---------------- | ---------------- |
| 1996             | Atlanta (Estados Unidos) | Medalla de plata | Puntuación       |

## Palmarés

### Pista
| 1983 - Campeonato de Canadá en puntuación 1984 - Campeonato de Canadá en puntuación | 1995 - 1.º Juegos Panamericanos en puntuación - 3.º Juegos Panamericanos en persecución 1996 - 2.º en el Campeonato Olímpico en Puntuación |

### Ruta
| 1988 - Campeonato de Canadá en Ruta 1989 - Milk Race, más 1 etapa 1990 - 1 etapa de la International Cycling Classic - 1 etapa de la Vuelta al País Vasco 1991 - Vuelta a Baviera, más 3 etapas - 1 etapa de la International Cycling Classic 1993 - 1 etapa del Herald Sun Tour 1995 - 1.º en la Prueba en línea de los Juegos Panamericanos | 1997 - 1 etapa del Circuit des mines - 1 etapa del Tour de Langkawi - 2.º en el Campeonato de Canadá Contrarreloj 1998 - 1 etapa de la Fitchburg Longsjo Classic - Tour de Fyen - 2.º en el Campeonato de Canadá en Ruta - 2.º en el Campeonato de Canadá Contrarreloj 1999 - 1.º en la Prueba en línea de los Juegos Panamericanos - 1 etapa del Tour de Japón - 2.º en el Campeonato de Canadá Contrarreloj 2000 - 3.º en el Campeonato de Canadá en Ruta |

## Resultados en Grandes Vueltas y Campeonatos del Mundo
| Carrera         | 1987 | 1988 | 1989 | 1990 | 1991 | 1992  | 1993 | 1994 | 1995 | 1996 | 1997 | 1998 | 1999 | 2000 |
| --------------- | ---- | ---- | ---- | ---- | ---- | ----- | ---- | ---- | ---- | ---- | ---- | ---- | ---- | ---- |
| Giro de Italia  | -    | -    | -    | -    | -    | 116.º | -    | -    | -    | -    | -    | -    | -    | -    |
| Tour de Francia | -    | -    | -    | -    | -    | -     | -    | -    | -    | -    | -    | -    | -    | -    |
| Vuelta a España | -    | -    | -    | -    | -    | -     | -    | -    | -    | -    | -    | -    | -    | -    |
| Mundial en Ruta | -    | -    | -    | -    | -    | -     | -    | -    | -    | -    | -    | -    | -    | -    |

-: no participa

Ab.: abandono